# Strzelectwo na Letnich Igrzyskach Olimpijskich Młodzieży 2010

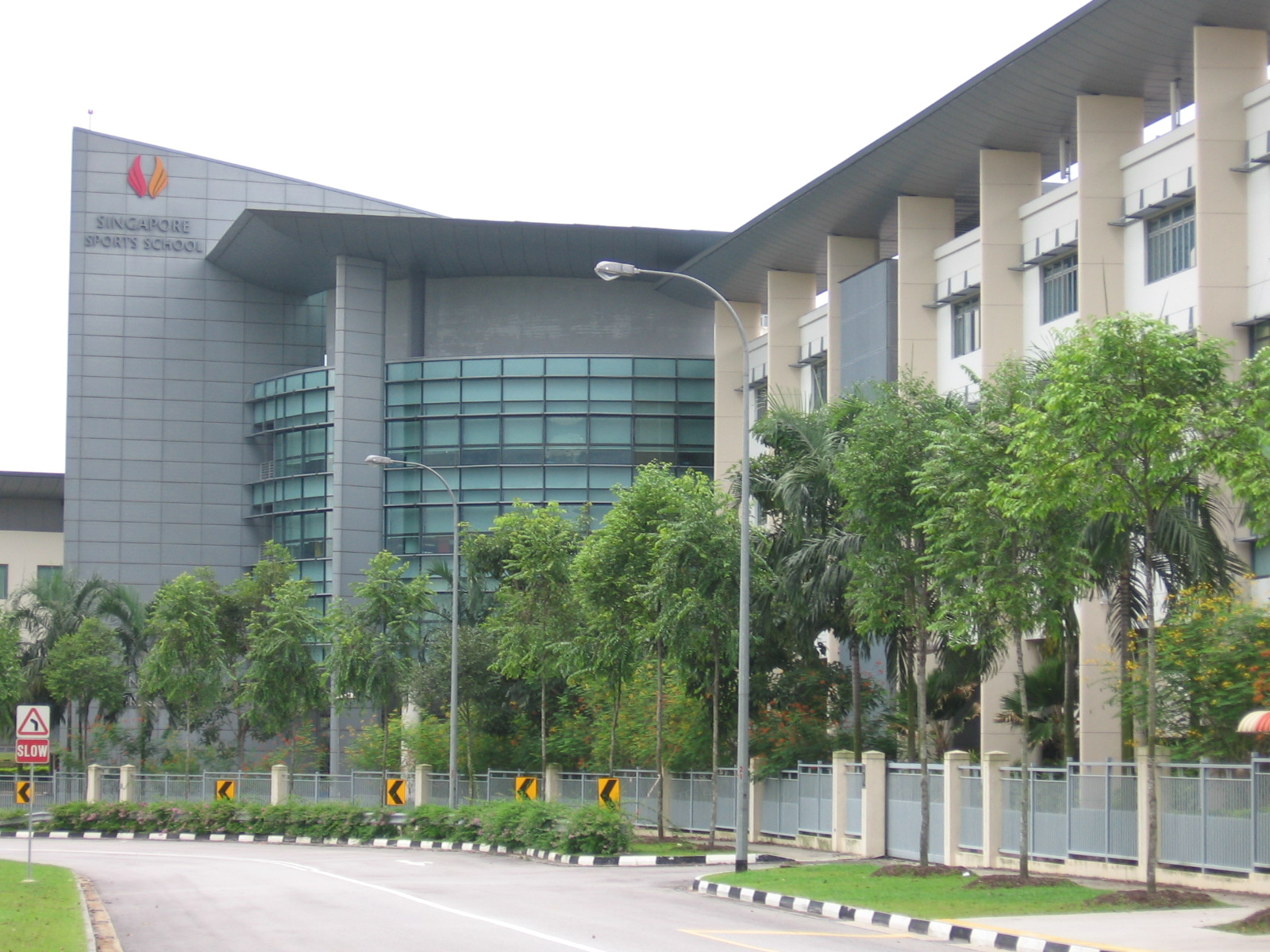
Singapore Sports School - arena zmagań strzelców

Strzelectwo na Letnich Igrzyskach Olimpijskich Młodzieży 2010 odbyło się w dniach 25 - 26 sierpnia w Singapore Sports School w Singapurze. Zawodnicy rywalizowali w czterech konkurencjach (w 2 męskich i 2 żeńskich). W zawodach ogółem wystartowało 80 zawodników.

## Kwalifikacje
Kwalifikacje na igrzyska można było uzyskać podczas Mistrzostw kontynentalnych kadetów w 2009 i 2010 roku oraz w specjalnych zawodach kwalifikacyjnych. Zawodnicy musieli być urodzeni między 1 stycznia 1992 a 31 grudnia 1993 roku.
| Kontynent                               | Miejsca | Data                          | Obiekt    |
| Afryka                                  | 1       | 23 - 25 marca 2010            | Algier    |
| Ameryka                                 | 2       | 2 - 6 grudnia 2009            | Kolorado  |
| Ameryka                                 | 2       | 25 - 28 marca 2010            | Gwatemala |
| Azja                                    | 4       | 16 - 22 grudnia 2009          | Doha      |
| Europa                                  | 6       | 7 - 14 marca 2010             | Meråker   |
| Oceania                                 | 1       | 14 - 16 sierpnia 2009         | Sydney    |
| Oceania                                 | 1       | 27 listopada - 7 grudnia 2009 | Sydney    |
| Uniwersalne miejsca kwalifikacyjne MKOL | 6       |                               |           |

## Medale

### Chłopcy
| Konkurencja                     | Złoto           | Srebro            | Brąz          |
| Karabin pneumatyczny szczegóły  | Gao Tingjie     | Illia Czarzejka   | Serhij Kulisz |
| Pistolet pneumatyczny szczegóły | Denys Kusznirow | Felipe Almeida Wu | Choi Dae-han  |

### Dziewczęta
| Konkurencja                     | Złoto       | Srebro             | Brąz                     |
| Karabin pneumatyczny szczegóły  | Go Do-won   | Gabriela Vognarová | Jasmin Mischler          |
| Pistolet pneumatyczny szczegóły | Kim Jang-mi | Xue Fang           | Geraldine Kate Solórzano |